# Deltocephalus brachynotus
Deltocephalus brachynotus är en insektsart som beskrevs av Franz Xaver Fieber 1869. Deltocephalus brachynotus ingår i släktet Deltocephalus och familjen dvärgstritar. Inga underarter finns listade i Catalogue of Life.